# جرمی کمپ (بازیگر)
ادموند جرمی جیمز واکر (انگلیسی: Edmund Jeremy James Walker؛ زادهٔ ۳ ژانویهٔ ۱۹۳۵) که با نام جرمی کمپ (انگلیسی: Jeremy Kemp) شناخته می‌شود، هنرپیشه اهل بریتانیا است. وی بین سال‌های ۱۹۵۸ تا ۱۹۹۸ میلادی فعالیت می‌کرد.
از فیلم‌ها یا برنامه‌های تلویزیونی که وی در آن نقش داشته است، می‌توان به بدبیاری، پلی در دوردست، عملیات کراسبو، وقتی وال‌ها آمدند، خانه وحشت دکتر ترور، کاروان‌ها، بازی، زندانی زندا و ماجراهای شرلوک هولمز (دستهٔ کولی‌ها) اشاره کرد.